# 尼科巴树鼩
尼科巴树鼩（学名：Tupaia nicobarica）是树鼩属的一个种。它是尼科巴群岛的特有物种。该物种栖息在岛上的热带雨林中，但它们目前受到栖息地丧失的威胁。
虽然以前被列为濒危物种，但尼科巴树鼩现在在其适当的栖息地很常见。
约翰·泽勒博尔于1868年首次描述了尼科巴树鼩。

## 栖息地
尼科巴树鼩仅分布于印度的大尼科巴岛和小尼科巴岛，这两个岛屿的最高点，海拔640米。